# Station Hutzot HaMifratz
Station Hutzot HaMifratz (Hebreeuws: תחנת הרכבת חוצות המפרץ, Taḥanat HaRakevet Ḥutzot HaMifratz) is een treinstation in de gemeente Hutzot HaMifratz in de Israëlische stad Haifa.
Het station is gelegen in het stadsdeel Haifa-Bay, in het noorden van de stad.
Met de trein is hierdoor ook de Hutzot HaMifratz-Mall, de grootste openluchtmarkt van Israël, makkelijk bereikbaar.
Het ligt aan de Noord-Zuid spoorlijn tussen Nahariya en Beersjeva.
Het station werd gebouwd in de zomer van 2001 en uiteindelijk geopend in oktober 2001.
Het verving het oude station Kishon, dat ongeveer 700 meter ten noorden van het station lag.
Het station bestaat uit twee zijperrons met twee parallel aan elkaar gelegen sporen.
Ook is er een tunnel onder de sporen gebouwd, dat uitkomt bij het stationsgebouw.
Op 16 juli 2006 werd een depot in Haifa geraakt door een raket, tijdens het conflict tussen Libanon en Israël.
Hierbij kwamen acht medewerkers om het leven.
Het treinverkeer werd hierdoor stilgelegd.
| Eindbestemming   | Vorig station | Lijn                  | Volgend station | Eindbestemming |
| ---------------- | ------------- | --------------------- | --------------- | -------------- |
| Beersjeva-Center | Lev HaMifratz | Beersjeva «» Nahariya | Kiryat Haim     | Nahariya       |